# Музей азиатского и еврейского искусства Бельца
Музей азиатского и еврейского искусства Бельца (англ. Belz Museum of Asian and Judaic Art) расположен по адресу 119 South Main Street, в городе Мемфисе (Теннесси, США). Музей был открыт в 1998 году как Музей Пибоди Плейс (англ. Peabody Place Museum); в январе 2007 года название сменилось на нынешнее.
Собрание музея базируется на частной коллекции девелоперов из Мемфиса Джека и Мэрилин Бельц, владельцев отеля «Peabody Hotel» и градостроительного проекта Пибоди Плейс. В коллекцию музея входят около тысячи экспонатов, включая изделия из нефрита, гобелены, мебель, резные деревянные работы и другие ценные с позиции истории и искусства предметы. Также выделяется музейная коллекция предметов империи Цин.